# NGC 7820
NGC 7820 je čočková galaxie v souhvězdí Ryb. Její zdánlivá jasnost je 13,0m a úhlová velikost 1,3′ × 0,6′. Je vzdálená 142 milionů světelných let, průměr má 55 000 světelných let. Galaxii objevil 24. září 1830 John Herschel.